# 환경위기시계
환경위기시계는 환경 재단 (대한민국)과 아사히그라스 재단(일본)이 1992년부터 매년 한번씩 세계 90여 나라의 정부, 지방 자치 단체, 기업, NGO, 학계 등의 환경 전문가를 대상으로 설문 조사를 실시하여 환경 위기의 수준을 시계로 나타낸 것이다.
환경 위기 시계는 시각에 따라 '00:01~03:00 불안하지 않다, 03:01~06:00 조금 불안하다, 06:01~09:00 꽤 불안하다, 09:01~12:00 매우 불안하다’로 구분된다. 환경 위기 시계의 12시는 '인류의 멸망’을 의미한다.
1993년 전 세계 평균 9시 13분까지 진행된 후, 이후 9시 정도로 매우 불안하다 상태를 유지하고 있다. 우리나라는 2011년 9시 59분, 2012년 9시 23분, 2013년 9시 31분으로 세계 평균보다 높은 수치를 유지하다가 2021년 기준 9시 38분으로 측정되었다.
가장 높은 수치로는 2021년 기준 오세아니아 10시 14분이다.